# Nomascus gabriellae
Gibbon à joues jaunes
Espèce
Synonymes
- Hylobates gabriellae Thomas, 1909

Statut de conservation UICN

 EN A2cd : En danger
Statut CITES
Nomascus gabriellae, parfois appelé Gibbon à favoris roux du Sud ou Gibbon à joues jaunes ou Gibbon de Gabrielle, est une espèce de primates de la famille des hylobatidés. Il fait partie des gibbons dits « à crête » et il est classé en danger d'extinction par l'UICN. L'espèce a été décrite pour la première fois par le mammalogiste anglais Michael Rogers Oldfield Thomas en 1909.

## Répartition
Ces gibbons vivent actuellement au Laos, au Cambodge et au Vietnam. 

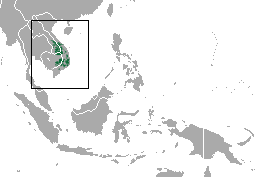
Aire de répartition du gibbon à joues jaunes

## Description
Le gibbons à joues jaunes mesure de 45 à 64 cm.

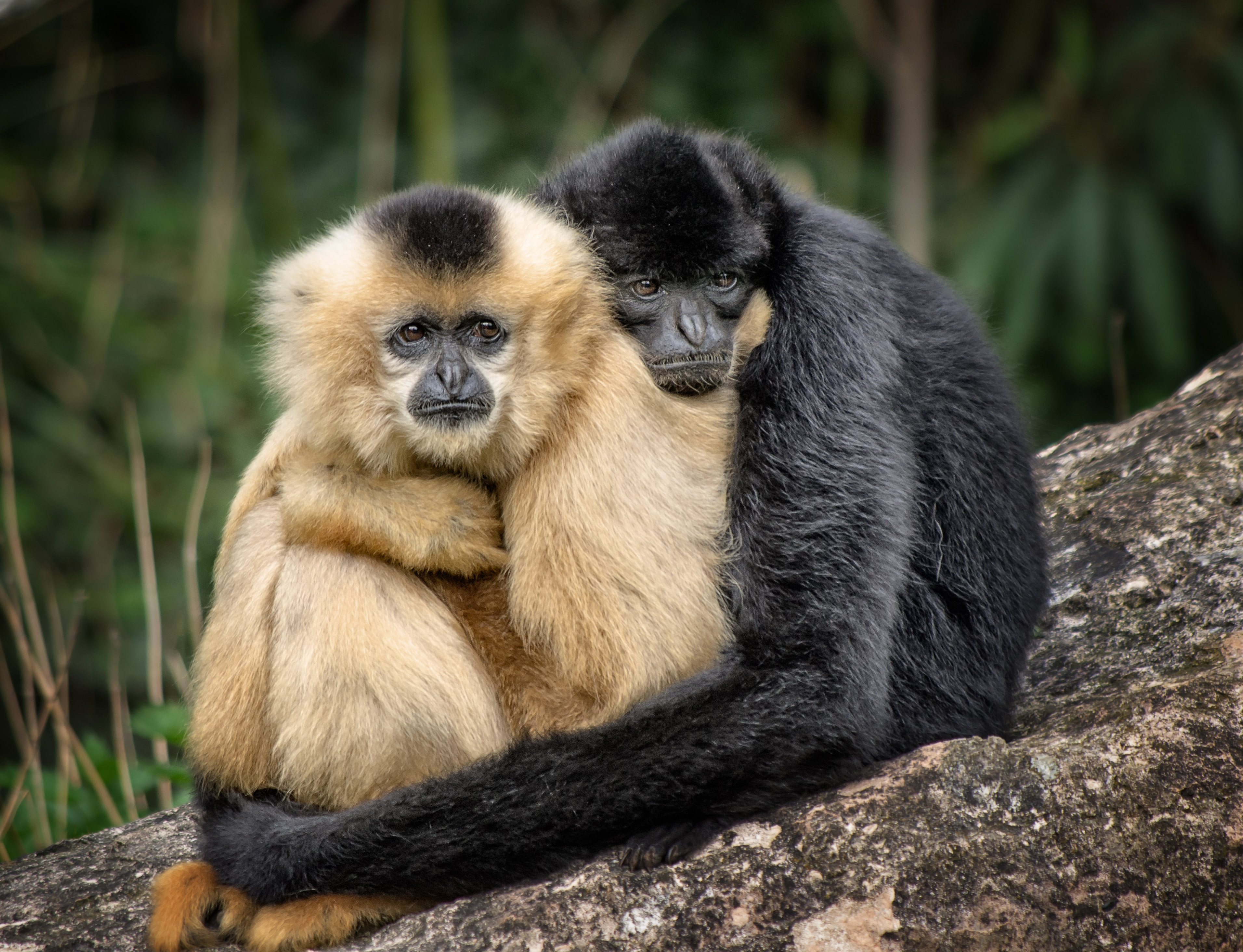
Femelle et mâle

Le mâle est noir avec des joues claires et la femelle est fauve avec une toque noire sur le dessus de la tête.

## Reproduction
Comme tous les gibbons, cette espèce est monogame. La gestation est de 7 mois environ.